# Leonhardsbuch
Leonhardsbuch ist ein Kirchdorf und Ortsteil der Gemeinde Allershausen im westlichen Landkreis Freising in Oberbayern. 

## Lage
Der Ort liegt im Ampertal etwa zweieinhalb Kilometer südlich von Allershausen an der Autobahn A 9. 

## Geschichte
Leonhardsbuch war kirchlich immer eine Filiale der Pfarrei Allershausen. Es wird im Jahr 770 erstmals urkundlich erwähnt, als ein Zello und sein Sohn, der Priester Oadalker, all ihren Besitz zu „Poh“ dem Domstift Freising schenkten. 834 erfolgten weitere Schenkungen dorthin von einer Frau Heilrad und ihrem Bruder. 1155 gehörte der ganze Zehent dem Freisinger Kloster Neustift. Im 12. Jahrhundert gab es in Leonhardsbuch, das von den Einwohnern noch heute nur „Buch“ genannt wird, bereits eine Kirche mit Friedhof. Sie wurde im frühen 17. Jahrhundert umgestaltet, der Turm wurde um 1700 in barocker Form erstellt. Der Ort gehörte bis zur Säkularisation von 1802/1803 zur Herrschaft Massenhausen des Hochstiftes Freising und kam dann zur 1818 durch das bayerische Gemeindeedikt gegründeten Gemeinde Allershausen.

## Einrichtungen
Die Freiwillige Feuerwehr Leonhardsbuch-Laimbach wurde im Jahr 1926 gegründet. In den 1970er Jahren wurde ein Feuerwehrhaus in Eigenleistung gebaut. 2009 erfolgte der Neubau des Feuerwehrhauses mit Bürgersaal.